# Bozhgānī
Bozhgānī (persiska: بژگانی) är en ort i Iran.   Den ligger i provinsen Khorasan, i den nordöstra delen av landet, 700 km öster om huvudstaden Teheran. Bozhgānī ligger 1 607 meter över havet och antalet invånare är 533.
Terrängen runt Bozhgānī är huvudsakligen kuperad, men norrut är den platt. Runt Bozhgānī är det ganska glesbefolkat, med 42 invånare per kvadratkilometer. Närmaste större samhälle är Farhādgerd, 13,2 km öster om Bozhgānī. Trakten runt Bozhgānī består i huvudsak av gräsmarker.